# Chañarcillo
Chañarcillo este un oraș minier din provincia Copiapó, regiunea Atacama, Chile, cu o suprafață de  km2. 